# Liste der Straßen in Essen-Westviertel
Die Liste der Straßen in Essen-Westviertel beschreibt das Straßensystem im Essener Westviertel mit den entsprechenden historischen Bezügen.

## Einführung und Überblick
Im Westviertel leben 3065 Einwohner (30. September 2022) auf einer Fläche von 2,29 Quadratkilometern. Das Westviertel hat überwiegend den Postleitzahlenbezirk 45143, zudem bildet der Osten des Westviertels mit dem gesamten Stadtkern und dem Westen des Ostviertels den Postleitzahlenbezirk 45127.
Das Westviertel ist überwiegend durch die ehemalige Ansiedlung der Krupp-Gussstahlfabrik geprägt. Diese begann 1818 unter Friedrich Krupp, der hier den Schmelzbau errichtete. Daraus entwickelte sich das Schwerindustrie-Unternehmen der einstigen Friedrich Krupp AG, die heute im ThyssenKrupp-Konzern aufgegangen ist. Die Gussstahlfabrik lebte lange Zeit von der Rüstungsindustrie, was ihr den Beinamen Waffenschmiede des Deutschen Reiches einbrachte. Die sogenannte Krupp-Stadt war, westlich der eigentlichen Stadt Essen gelegen, war flächenmäßig größer als die Stadt Essen selbst. Im Zweiten Weltkrieg war die Fabrik teils zerstört und wurde teils als Reparationsleistung ins Ausland gebracht. Danach lagen große Flächen des Gebiets jahrzehntelang brach, bis sich 2009 das neue Thyssenkrupp-Hauptquartier hier ansiedelte. Durch die boomende Industrialisierung um die Jahrhundertwende 1900, Krieg und teils späten Wiederaufbau haben sich viele Straßenverläufe in kurzer Zeit geändert oder wurden aufgehoben und überbaut.
Der Stadtteil wird, im Uhrzeigersinn im Norden beginnend, folgendermaßen begrenzt:
 mit der Pferdebahnstraße und der Bahntrasse (heute Radweg) der ehemaligen Rheinischen Bahn zum Nordviertel; mit der Friedrich-Ebert-Straße, der Ostfeldstraße und der Hindenburgstraße zum Stadtkern; mit der Bert-Brecht-Straße zum Südviertel; mit der Schederhofstraße und der Haupt-Eisenbahnstrecke zu Holsterhausen sowie mit der Haedenkamp-, der Dickmann- und der Husmannshofstraße und dem nördlichen Krupp-Park zu Altendorf.
Im Westviertel gibt es 48 benannte Verkehrsflächen, darunter drei Plätze. 16 Straßen befinden sich nur teilweise im Stadtteil:
 Die Pferdebahnstraße bildet die Grenze zum Nordviertel. Die Hans-Böckler-Straße führt im Norden weiter ins Nordviertel und geht nach Süden in die Friedrichstraße über, die weiter ins Südviertel reicht. Die Turmstraße führt über die Friedrich-Ebert-Straße in den Stadtkern, wobei die Friedrich-Ebert-, die Ostfeld- und die Hindenburgstraße die Grenze dorthin bilden. Die Alfred-Herrhausen-Brücke verbindet über die Hindenburgstraße das Westviertel mit dem Stadtkern. Die Schederhofstraße verläuft im östlichen Teil als Grenze zu, und dann mit ihrem längsten Teil weiter in Holsterhausen, ebenso die Frohnhauser Straße. Die Altendorfer Straße geht in Altendorf weiter. Die Grenze dorthin bilden die Haedenkamp-, die Dickmann- und die Husmannshofstraße. Der Berthold-Beitz-Boulevard verläuft weiter durch das Nordviertel bis nach Altenessen-Süd.
Durch das Westviertel verlaufen folgende Straßenzüge mit dem Status einer Landes- bzw. Bundesstraße:
- Bundesstraße : Hans-Böckler-Straße, Friedrichstraße – (vom Süd- weiter ins Nordviertel)
- Bundesstraße : westliche Altendorfer Straße – (weiter in Altendorf)
- Landesstraße L 64: Frohnhauser Straße, Segerothstraße – (von Holsterhausen weiter ins Nordviertel)
- Landesstraße L 452: östliche Altendorfer Straße, Friedrich-Ebert-Straße – (weiter im Stadtkern)

## Liste der Straßen und Plätze
Die nachfolgende Tabelle gibt eine Übersicht über die vorhandenen Straßen, Wege und Plätze im Stadtteil sowie einige dazugehörige Informationen.
- Name: aktuelle Bezeichnung der Straße oder des Platzes.
- Länge/Maße in Metern:
 Die in der Übersicht enthaltenen Längenangaben sind gerundete Übersichtswerte, die in Google Earth mit dem dortigen Maßstab ermittelt wurden. Sie dienen Vergleichszwecken und werden, sofern amtliche Werte bekannt sind, ausgetauscht und gesondert gekennzeichnet.
 Bei Plätzen sind die Maße in der Form a × b angegeben.
 Der Zusatz (im Stadtteil) gibt an, dass die Länge die des Straßenabschnitts innerhalb des Westviertels ist, da die Straße in benachbarte Stadtteile weitergeführt wird.
 Der Zusatz (alle Straßenabschnitte zusammen) gibt an, dass die Straße so verwinkelt ist, dass keine „Hauptstraße“ besteht. Stattdessen wird die Länge aller Straßenabschnitte zusammengezählt.
- Herleitung: Ursprung oder Bezug des Namens
- Datum der Benennung: amtliche Erstbenennung
- Anmerkungen: zusätzliche Informationen
- Bild: Foto der Straße oder eines anliegenden Objekts

| Name                      | Länge/Maße (in Metern)                  | Herleitung                                                                       | Datum der Benennung | Bemerkungen | Bild                                                 |
| ------------------------- | --------------------------------------- | -------------------------------------------------------------------------------- | ------------------- | --- | ---------------------------------------------------- |
| Alfred-Herrhausen-Brücke  | 90 (im Stadtteil)                       | Alfred Herrhausen, 1930–1989, Bankmanager                                        | 17. Aug. 1994       | Die Alfred-Herrhausen-Brücke ist nach dem Bankmanager Alfred Herrhausen benannt, der den Initiativkreis Ruhrgebiet mitbegründete und unter dessen Führung die Deutsche Bank zu einer der wichtigsten internationalen Geschäftsbanken aufstieg. Er starb 1989 bei einem Attentat in Bad Homburg. Die 1965 errichtete Alfred-Herrhausen-Brücke, die bis 1994 Waldthausenbrücke hieß, führt über den Waldthausenpark im Stadtkern bis zum Heinz-Renner-Platz. | Alfred-Herrhausen-Brücke                             |
| Altendorfer Straße        | 1500 (im Stadtteil)                     | Altendorf, Essener Stadtteil                                                     | 4. Dez. 1901        | Aus Anlass der Eingemeindung Altendorfs zur Stadt Essen am 1. August 1901 und in Erinnerung an die damit aufgelöste Bürgermeisterei Altendorf wurde aus der seit 1883 sogenannten Limbecker Chaussee die Altendorfer Straße. So ging man hier erstmals von dem Grundsatz aus, der Hauptstraße einer ehemaligen Gemarkung oder Gemeinde den Namen der jeweiligen Gemeinde zu geben, um ihn in Erinnerung zu halten. Später wurde das Prinzip geändert, indem man eine Straße nach deren Ort benannte, in dies sie führt. Die Altendorfer Straße wurde zur Zeit des Nationalsozialismus nach Gottfried Thomae (Thomaestraße) benannt, einem 1928 durch Zusammenstöße mit Kommunisten getöteten Nationalsozialisten. Am 15. Mai 1945 erhielt sie ihren Namen zurück. Heute verläuft auf ihr die Bundesstraße 231, die hier Essen mit Oberhausen verbindet. | Altendorfer Straße                                   |
| Akstraße                  | 95                                      | Zeche Vereinigte Hoffnung & Secretarius Aak, Bergbau                             | 14. Dez. 1948       | Zur Erinnerung an die Zeche Vereinigte Hoffnung & Secretarius Aak, die 1805 ihren Ursprung in der Konsolidation der Zechen Zur Hoffnung und Secretariusak hatte. Ihr Betriebsende war 1897. Die Akstraße verbindet die Max- mit der Lichtstraße. |                                                      |
| Bargmannstraße            | 250                                     | Hans-Joachim Bargmann, 1928–1972, SPD-Politiker                                  | 1. Nov. 2011        | Hans-Joachim Bargmann, der auch Beigeordneter im Rat der Stadt Essen war, gilt als Mitinitiator zur Gründung der Universität Essen. Die Bargmannstraße ist eine Stichstraße von der Segerothstraße in die Grüne Mitte Essen. | Bargmannstraße                                       |
| Bert-Brecht-Straße        | 450 (im Stadtteil)                      | Bertolt Brecht, Dramatiker und Lyriker                                           | 7. Apr. 1978        | Benannt nach dem einflussreichen Dramatiker und Lyriker des 20. Jahrhunderts bildet die Bert-Brecht-Straße, die südlich parallel der Haupt-Eisenbahnstrecke verläuft, in Teilen die Grenze zum Südviertel. Bis 1978 hieß sie Schillerstraße. |                                                      |
| Berthold-Beitz-Boulevard  | 1300 (im Stadtteil)                     | Berthold Beitz, Generalbevollmächtigter der Friedrich Krupp AG                   | 15. Mai 2007        | Der erste Bauabschnitt des Berthold-Beitz-Boulevards wurde 2007 noch im Beisein von Berthold Beitz eröffnet. Er gilt als Erweiterung des Innenstadtrings und verläuft von der Frohnhauser Straße durch den Krupp-Gürtel, und ab der Pferdebahnstraße weiter ins Nordviertel. | Berthold-Beitz-Boulevard Mai 2009                    |
| Burgfeldstraße            | 150                                     | Burgfeld, Flurname                                                               | 17. Jan. 1868       | Zum Hof Ehrenzell gehörten ursprünglich das Burgfeld (1381: Borchvelde) und das Ostfeld (siehe auch Ostfeldstraße). Die Burgfeldstraße stellt eine Verbindung zwischen Jäger- und Schmiedestraße her. |                                                      |
| Dickmannstraße            | 200                                     | Dickmann, Hofname                                                                | 16. Dez. 1970       | Zum 42 Morgen großen Hof Dickmann wird in der Landmatrikel von 1668 der Aufsitzer Hermann Dykmans genannt. Es war ein Leibgewinngut des Gräflichen Damenkapitels in Essen. Der Dickmannshof ging auf Betreiben des Kaufmanns Brockhoff 1768 in Konkurs und die Familie Dickmann wurde des Hofes verwiesen. 1769 werden die Eheleute Kuhlmann aus Borbeck Pächter auf Lebenszeit. 1795 sind als gemeinschaftliche Eigentümer das Damenkapitel und der Kaufmann Brockhoff genannt. Schließlich wird 1846 Franz Philipp Paus als Eigentümer des nun 61 Morgen großen Hofes genannt. Die Dickmannstraße, die einst Teil der Haedenkampstraße war, erhielt erstmals am 16. Mai 1902 ihren Namen. Zwischenzeitlich nannte man sie 1902 Barkhofstraße und am 20. November 1937 Vesterstraße, bevor sie 1970 wieder Dickmannstraße hieß. Heute verbindet sie in einem Winkel die Husmannshof- mit der Altendorfer Straße, wobei sie die Grenze zu Altendorf bildet. |                                                      |
| Eugen-Sulz-Straße         | 90                                      | Eugen Sulz, Bibliothekar in Essen                                                | 1. Juli 2003        | Eugen Sulz (*6. Mai 1884 in Olnhausen; †29. Oktober 1965 in Villingen-Schwenningen) war Direktor der Essener Stadtbibliothek. Er leitete sie von 1915 bis 1933 und von 1946 bis 1952. Die Eugen-Schulz-Straße verbindet die Hoffnungs- mit der Hindenburgstraße. |                                                      |
| Friedrich-Ebert-Straße    | 500 (im Stadtteil)                      | Friedrich Ebert, 1871–1925, deutscher Politiker und erster Reichspräsident       | 2. Okt. 1927        | Die Friedrich-Ebert-Straße hieß seit 1865 Grabenstraße und erhielt 1927 ihren heutigen Namen. Während der Zeit des Nationalsozialismus trug die Straße den Namen Schlageterstraße, bevor sie 1945 zunächst den Namen Ebertstraße, dann den Namen Friedrich-Ebert-Straße zurückerhielt. Die Friedrich-Ebert-Straße bildet zwischen der Gladbecker Straße und der Kreuzeskirchstraße die Grenze zum Stadtkern, und ist in diesem Verlauf Teil der Landesstraße L452. |                                                      |
| Friedrichstraße           | 180 (im Stadtteil)                      | Friedrich Krupp, Gründer der Krupp-Gussstahlfabrik                               | 17. Juli 1874       | Die Friedrichstraße war ein Teil der Verbindung von der Gussstahlfabrik zur Villa Hügel, den die Mitglieder der Familie Krupp oft nutzten. Heute ist sie, aus dem Südviertel kommend, Teil der Bundesstraße 224. |                                                      |
| Frohnhauser Straße        | 1200 im Stadtteil                       | Straße nach Frohnhausen                                                          | um 1860             | Die Frohnhauser Straße führt von der Hindenburgstraße in westlicher und dann südwestlicher Richtung weiter in Holsterhausen und Frohnhausen, wobei sie Teil der Teil der Landesstraße L64 ist. Der gesamte Straßenverlauf wurde nach Eingemeindung dieser Stadtteile, als Teile der damaligen Bürgermeisterei Altendorf, am 13. Dezember 1901 zur Frohnhauser Straße. | Frohnhauser Straße                                   |
| Hachestraße               | 400 (im Stadtteil)                      | Gustav Hache, Oberbürgermeister der Stadt Essen                                  | 5. Juni 1934        | Der Name der Hachestraße, die vom Westviertel in den Stadtkern fortgesetzt wird, ehrt Gustav Hache, der von 1868 bis 1873 Bürgermeister, dann von 1873 bis 1886 Oberbürgermeister der Stadt Essen war. Ursprünglich hieß die Straße Am Bahnhof, seit 1868 Märkische Straße. |                                                      |
| Haedenkampstraße          | 900                                     | Hermann Haedenkamp, Kruppscher Beamter                                           | 9. Juli 1915        | Hermann Haedenkamp (* 15. Mai 1845 in Hamm; † 24. November 1911 in Essen) war Prokurist und Oberingenieur bei der Friedrich Krupp AG. Die Haedenkampstraße bildet auf ihrer gesamten Länge die Grenze zum Nachbarstadtteil Altendorf. Ihr ursprünglicher Name in der damaligen Arbeiterkolonie Kronenberg war K-Straße, da dort die Straßen zunächst nach Buchstaben benannt waren. Ab 16. Mai 1902 wurde sie in der Kolonie zur Margaretenstraße und nach Südosten verlängert zur Kraemerstraße, bevor sie insgesamt Haedenkampstraße genannt und am 20. März 1968 weiter verlängert wurde. |                                                      |
| Hans-Böckler-Straße       | 1500 (im Stadtteil)                     | Hans Böckler, Politiker und Gewerkschaftsfunktionär                              | 4. Juli 1951        | Aus Anlass des Außerordentlichen Bundeskongresses des Deutschen Gewerkschaftsbundes im Juni 1951 in Essen erhielt die nach dem Zweiten Weltkrieg neu errichtete Straße ihren Namen. Heute verläuft auf ihr die Bundesstraße 224. |                                                      |
| Heinz-Renner-Platz        | 30 × 30                                 | Heinz Renner, Politiker und Oberbürgermeister der Stadt Essen                    | 1. Juli 2003        | Heinz Renner wurde 1946 von den britischen Besatzern als erster Oberbürgermeister Essens nach dem Zweiten Weltkrieg in sein Amt eingeführt. Auf dem Heinz-Renner-Platz befindet sich ein Kreisverkehr, in den die Lazarett-, die Jäger- und die Hoffnungstraße sowie die Alfred-Herrhausen-Brücke einmünden. | Heinz-Renner-Platz                                   |
| Helmut-Käutner-Straße     | 300                                     | Helmut Käutner, Schauspieler und Regisseur                                       | 3. Feb. 1998        | Helmut Käutner war ein einflussreicher Filmregisseur des deutschen Kinos. Die Helmut-Käutner-Straße zweigt östlich von der Hans-Böckler-Straße ab. | Helmut-Käutner-Straße                                |
| Hindenburgstraße          | 550                                     | Paul von Hindenburg, Generalfeldmarschall und Politiker                          | 2. Okt. 1927        | Die ehemalige Bahnhofstraße, die die Westgrenze des Stadtkerns bildet und als Fortsetzung der Bismarckstraße im Südviertel von der Hachestraße bis zum Limbecker Platz führt, wurde 1927 zum achtzigsten Geburtstag von Paul von Hindenburg nach ihm benannt. | Hindenburgstraße                                     |
| Hoffnungstraße            | 500                                     | Zeche Vereinigte Hoffnung & Secretarius Aak, Bergbau                             | 6. Juli 1866        | Zur Zeit der Namensgebung führte die Straße zum 1863 abgeteuften Tiefbauschacht Hoffnung. Der Abbau der Flöze verursachte erhebliche Bergschäden im Innenstadtbereich, so dass die Stadt Essen 1882 den Abbau untersagte. Später kam das Grubenfeld an die Zeche Graf Beust und die Schließung der Zeche Vereinigte Hoffnung & Secretarius Aak folgte 1897. Die Hoffnungstraße führt vom Limbecker Platz über den Heinz-Renner-Platz zur Hachestraße. | Hoffnungstraße                                       |
| Husmannshofstraße         | 140 (im Stadtteil)                      | Husmannshof, Hofname                                                             | 20. Nov. 1937       | Der Husmannshof wurde erstmals 1486 in einer Urkunde erwähnt. In der Landmatrikel von 1668 ist Heinrich Haußmann Aufsitzer des 29 Morgen großen Hofes. 1795 werden der Aufsitzer Hausmann sowie die gemeinsamen Eigentümer, das Gräfliche Damenkapitel in Essen und der Kaufmann Brockhoff, genannt. Auf Brockhoffs Betreiben ging der Hof 1768 in Konkurs und die aufsitzende Familie Hausmann wurde des Hofes verwiesen. Neue Aufsitzer wurden am 9. April 1770 die Eheleute Adelkamp genannt Hohlmann aus Frohnhausen. Frau Adelkamp und ihr zweiter Ehemann Johann Brandsmüller wurden 1793 Pächter des Hofes auf Lebenszeit. Auch wenn sie mit der abgesetzten Familie Hausmann oder Husmann keine verwandtschaftliche Beziehung hatten, so nannten sie sich nach damaligem Brauch nach ihr. Philipp Jacob Brockhoff sen. erwarb den Anteil des Gräflichen Damenkapitels, der auf den Domänenfiskus übergegangen war, und wurde so uneingeschränkter Eigentümer des Husmannshofes. 1897 wurde der Hof aufgrund der Expansionen der Krupp-Gussstahlfabrik aufgegeben und die Gebäude niedergelegt. Im Zweiten Weltkrieg wurde die daraufhin an dieser Stelle errichtete Villa Husmann durch Bomben zerstört. Die westlich gelegene Husmannshofstraße, zwischen 1902 und 1937 Husmannstraße genannt, bildet heute in Teilen die Grenze zum Nachbarstadtteil Altendorf. | Husmannshofstraße                                    |
| Jägerstraße               | 220                                     | Jägerhof, Gaststätte                                                             | 17. Jan. 1868       | An der Ecke Jägerstraße/Burgfeldstraße befand sich einst die Gaststätte Jägerhof. Die Jägerstraße verbindet die Ottilienstraße mit dem Heinz-Renner-Platz. | Jägerstraße                                          |
| Jakob-Funke-Platz         | 50 × 50                                 | Jakob Funke, Verleger, Journalist                                                | 26. Sep. 2017       | Der Essener Journalist Jakob Funke gründete 1948 zusammen mit Erich Brost die Tageszeitung Westdeutsche Allgemeine Zeitung (WAZ), die heute zur Funke Mediengruppe gehört. Deshalb wurde ein Bereich an deren im Jahr 2017 neu errichteten Medienhaus Jakob-Funke-Platz benannt. | Jakob-Funke-Platz                                    |
| Käthe-Larsch-Straße       | 120                                     | Käthe Larsch, Kommunistin und Widerstandskämpferin gegen den Nationalsozialismus | 1. Nov. 2011        | Käthe Larsch wurde als Widerstandskämpferin gegen den Nationalsozialismus 1935 von der Gestapo verhaftet. Ihr wurden beim Verhör schwerste Kopfverletzungen zugefügt. Sie kam am 22. Mai in die psychiatrische Abteilung des Städtischen Krankenhauses in Essen, dem heutigen Universitätsklinikum Essen. Dann wurde sie in das Landeskrankenhaus Düsseldorf verlegt, wo sie trotz der Verletzungen und der Folgeerscheinungen von geistiger Verwirrung und Desorientiertheit weiter verhört wurde, um weitere Widerstandskämpfer ausmachen zu können. Nach einer Woche starb sie, wobei die offizielle Todesursache mit akuter Herzschwäche angegeben wurde. Die Käthe-Larsch-Straße führt von der Friedrich-Ebert-Straße in die Grüne Mitte. | Käthe-Larsch-Straße                                  |
| Kurt-Jooss-Straße         | 350                                     | Kurt Jooss, Tänzer, Choreograf und Tanzpädagoge                                  | 3. Feb. 1998        | Kurt Jooss verlegte 1927 die Westfälische Akademie als Teil an die neugegründete Essener Folkwangschule für Musik, Tanz und Sprechen. Jooss gründete und leitete dort die Tanzabteilung. Gleichzeitig wurde er 1930 Ballettdirektor am Essener Opernhaus. 1933 emigrierte er in die USA, da er sich weigerte, ohne seine jüdischen Mitarbeiter in Deutschland weiterzuarbeiten. Die Kurt-Jooss-Straße verbindet westlich des Colosseum Theaters die Altendorfer- mit der Frohnhauser Straße. | Kurt-Jooss-Straße                                    |
| Lazarettstraße            | 300                                     | Kruppsches Lazarett, Ursprung des Alfried Krupp Krankenhauses                    | 10. Juni 1887       | Durch die beiden bisherigen Krankenhäuser der schnell wachsenden Industriestadt Essen, Huyssens-Stiftung und Elisabeth-Krankenhaus, konnten nicht mehr alle Verwundeten behandelt werden. Deshalb ließ Alfred Krupp bereits im Sommer 1870, zur Zeit des Deutsch-Französischen Krieges (1870/1871), gleich neben der Krupp-Gussstahlfabrik in einem Arbeiterwohnheim ein einfaches Krankenhaus für die Pflege und Genesung verwundeter Soldaten einrichten. Nach dem Krieg diente es Kruppianern und deren Angehörigen. Gleichzeitig entstand auf seine Initiative hin ein Barackenlazarett mit etwa 100 Betten an der Lazarettstraße. Es war im November 1870 in Betrieb gegangen und bestand aus drei parallel angeordneten Gebäuden nach Vorbild der Lazarettbaracken des amerikanischen Bürgerkrieges. Darin war je ein langgestreckter Krankensaal für 34 Patienten, für die es zusammen einen Rauch- und einen Speisesaal gab. Zu den drei Gebäuden gehörten das Pförtnerhaus, ein Verwaltungsgebäude und ein Waschhaus. Am 16. November 1870 war das Barackenlazarett erstmals voll belegt. Nach Erweiterungen um 1900 wurde das Krankenhaus bei Luftangriffen der Alliierten 1944 auf die benachbarte Gussstahlfabrik zerstört. 1980 wurde das heutige Alfried Krupp Krankenhaus in Rüttenscheid errichtet, das bis heute in Betrieb ist. Die Lazarettstraße führt vom Heinz-Renner-Platz zur Schmiedestraße, und seit Verlängerung am 14. Dezember 1948 weiter zur Schwanenkampstraße. | Torhaus des Lazaretts an der Lazarettstraße (rechts) |
| Lichtstraße               | 180                                     | Fertigungsprogramm einer anliegenden Elektrofirma                                | 23. Jan. 1957       | Die zuvor Lazarettgarten genannte Straße wurde aufgrund der Anlieger, die diesen Namen, bezogen auf das im Zweiten Weltkrieg zerstörte Kruppsche Lazarett, unpassend fanden, in Lichtstraße umbenannt. Dieser neue Name führt auf das Fertigungsprogramm einer anliegenden Elektrofirma zurück, die hier ihr Verwaltungsgebäude hatte. Die Lichtstraße verbindet die Lazarett- mit der Hoffnungstraße. | Lichtstraße                                          |
| Maxstraße                 | 450 (im Stadtteil)                      | Max Huyssen, 1818–1879, Kaufmann und Grundeigentümer                             | 17. Jan. 1868       | Die Henriettenstraße (im Stadtkern), die Maxstraße und die Selmastraße (im Stadtkern) wurden auf dem Gelände des Kaufmanns und Grundeigentümers Max Huyssen angelegt und sind daher nach ihm, seiner Tochter Henriette und seiner Schwiegertochter Selma benannt. Die Maxstraße führt von der Schwanenkampstraße über die Hindenburgstraße und wird hinter dieser im Stadtkern fortgeführt. |                                                      |
| Meyer-Schwickerath-Straße | 290                                     | Gerhard Meyer-Schwickerath, Hochschullehrer und Forscher                         | 1. Nov. 2011        | Gerhard Meyer-Schwickerath war langjähriger Direktor der Essener Augenklinik am Universitätsklinikum Essen. Die Meyer-Schwickerath-Straße befindet sich in der Grünen Mitte Essen. |                                                      |
| Mittelstraße              | 350                                     | mittlere Verbindung, Lagebezeichnung                                             | 17. Jan. 1868       | Die Mittelstraße vermittelte die Verbindung zwischen der einstigen Schlosserstraße, die heute der Mittelstraße angegliedert ist, und der Nordhofstraße, wo sie endete. Heute führt die Mittelstraße von der Nordhofstraße weiter zur Altendorfer Straße. Ihr Verlauf folgt grob dem ehemaligen Bahndamm, der von der heute noch vorhandenen alten Bahnbrücke über die Altendorfer Straße nach Norden verlief. | Mittelstraße                                         |
| Nordhofstraße             | 150                                     | Arbeiterkolonie Nordhof                                                          | 9. Juli 1915        | Die einstige Schulstraße wurde 1915 nach der Arbeiterkolonie Nordhof benannt, die 1871 durch die Firma Krupp für ihre Arbeiter errichtet worden war. Sie verschwand 1914 durch Erweiterungen der Krupp-Gussstahlfabrik, so dass von der Kolonie nichts mehr erhalten ist. | Nordhofstraße                                        |
| Ostfeldstraße             | 260                                     | Ostfeld, Flurname                                                                | um 1872             | Die Flurnamen Ostfeld und Burgfeld (siehe auch Burgfeldstraße) beziehen sich auf den alten Oberhof Ehrenzell. Beim Ostfeld vermutlich deshalb, weil die Flur im Westen der Stadt Essen liegt. Die Ostfeldstraße bildet die Grenze zwischen dem Westviertel und dem Stadtkern. | Ostfeldstraße                                        |
| Ottilienstraße            | 300                                     | Ottilie Niemann, Enkelin eines fürstlichen Hofapothekers                         | 17. Jan. 1868       | Ottilie Niemann geborene Flashof (* 2. Dezember 1846 in Essen; † 4. Oktober 1924 in Berlin) war die Enkelin des fürstlichen Hofapothekers Franz Wilhelm Flashof. Ihre Mutter Mathilde geborene Waldthausen hatte hier Grundbesitz, ihr Ehemann war der Gewerke Louis Niemann. Die Ottilienstraße verbindet die Frohnhauser Straße mit der Ostfeldstraße. | Ottilienstraße                                       |
| Paul-Klinger-Straße       | 400                                     | Paul Klinger, Schauspieler, Hörspiel- und Synchronsprecher (1907–1971)           | 3. Feb. 1998        | Der 1907 in Essen geborene Filmschauspieler Paul Klinger erreichte in den 1950er-Jahren mit Rollen in Filmen wie Pünktchen und Anton, Das fliegende Klassenzimmer und der Immenhof-Filmreihe seine Popularität. Als Synchronsprecher verlieh er die deutsche Stimme unter anderem Robert Taylor, Charlton Heston, Cary Grant, Karl Malden, Stewart Granger, William Holden und Tyrone Power. Die Paul-Klinger-Straße verbindet die Altendorfer- mit der Frohnhauser Straße und verläuft dabei östlich parallel zur Hans-Böckler-Straße. | Paul-Klinger-Straße                                  |
| Pferdebahnstraße          | 900 (im Stadtteil)                      | Lage einer einstigen Pferde-Eisenbahn                                            | 17. Jan. 1868       | Der Besitzer der in Mülheim an der Ruhr ansässigen Kohlehandlung, Mathias Stinnes, ließ die Pferdebahn durch die Anfang der 1850er-Jahre gegründete Mülheim Essener Eisenbahn-Gesellschaft errichten. Sie war zum Kohlentransport der Zechen Graf Beust, Mathias Stinnes und Helene Amalie projektiert. Laut einer Statistik des Kreises Essen nahm die Pferde-Schleppbahn zwischen 1859 und 1861 mit der Menge an transportierter Kohle den ersten Platz der zahlreichen Bahnen im Kreis ein. Die Pferdebahn ging, nachdem sie bis zum 18. September 1865 nur noch teilweise genutzt worden war, durch einen Vertrag vom 25. April 1863 in die Rheinische Eisenbahn-Gesellschaft über. Die Bahntrasse der Pferdebahn wurde teilweise für die am 16. Juli 1863 konzessionierte Bahnstrecke Osterath–Essen–Dortmund weiter genutzt. Die Pferdebahnstraße verbindet die Helenenstraße in Altendorf mit der Hans-Böckler-Straße und bildet dabei die Grenze zum Nordviertel. |                                                      |
| Quartiersbogen            | 650                                     | Thyssenkrupp-Hauptquartier                                                       | 29. Jan. 2008       | Die Straße wurde während der Errichtung und auf dem Gelände des Thyssenkrupp-Hauptquartiers neu angelegt. Sie verbindet die Hans-Böckler-Straße mit dem Berthold-Beitz-Boulevard. | Quartiersbogen                                       |
| Rheinische Straße         | 110                                     | Rheinischer Bahnhof an der Strecke der Rheinischen Eisenbahn-Gesellschaft        | 6. Juli 1866        | Die Straße liegt dort, wo 1866 der Rheinische Bahnhof, später Essen Nord genannt, an der Strecke der Rheinischen Eisenbahn-Gesellschaft lag. Die Strecke wurde 1959 für den Personenverkehr stillgelegt. Heute befindet sich vor allem im Bereich der ehemaligen Gleisanlagen die neu angelegte Grüne Mitte Essen. |                                                      |
| Rheinischer Platz         | 120                                     | Rheinischer Bahnhof an der Strecke der Rheinischen Eisenbahn-Gesellschaft        | 18. März 1922       | Der Platz liegt am östlichen Ende der Rheinischen Straße und hat seinen Namen vom Rheinischen Bahnhof, später Essen Nord genannt, der 1866 an der Strecke der Rheinischen Eisenbahn-Gesellschaft eröffnet worden war. Die Strecke wurde 1959 für den Personenverkehr stillgelegt. |                                                      |
| Schederhofstraße          | 120 (im Stadtteil)                      | Schederhof, Hofname                                                              | 16. Mai 1902        | 1437 wurde Johan up dem Berge mit dem Gute op der Schede by den Hove to Irensel (Hof zu Ehrenzell) belehnt. In der Landmatrikel von 1668 war der Hof rund 15 Morgen groß gewesen. Halfmann aufm Schede wird 1795 genannt. 1706 hatten die Augustiner Chorfrauen der Congregatio Beatae Mariae Virginis in Essen den Hof von Alexander de Boys geerbt, da dessen Erben kinderlos verstorben waren. Die fiskalischen Lasten, die auf dem sogenannten Dieckhoffs oder auf’m Scheder Behandigungsgut ruhten, wurden 1841 abgelöst, so dass der Hof uneingeschränktes Eigentum der Congratio BMV wurde. 1864 wurde der Hof an die Firma Krupp verkauft, die dort ab 1874 die Arbeiterkolonie Schederhof errichtete. |                                                      |
| Schmiedestraße            | 130                                     | Schmied, Berufsbezeichnung eines Anwohners                                       | 17. Jan. 1868       | Als die Straße ihren Namen erhielt, wohnte dort im ältesten Haus ein Schmied, der in der Krupp-Gussstahlfabrik arbeitete. |                                                      |
| Schwanenkampstraße        | 450                                     | Schwanenkamp, Name eines Freiguts                                                | um 1868             | Von der ursprünglichen Familie Reppelmund erwarb der Essener Stiftsbeamte Rotger Devens 1642 das Gut. Nach seinem Tode wurde es 1686 öffentlich versteigert. Den Zuschlag erhielt der Vikar Rutger Devens aus Stoppenberg, um es an den Fürstlich-Essendischen Hofrat Friedrich Cocy zu veräußern, der 1687 ein neues Gebäude auf dem Schwanenkamp errichtete, und das Gut 1741 in Teilen tauschte. Einer davon war der Essener Senator Johann Albert von dem Hove, dessen Sohn und Erbe der in Kleve tätige Königlich Preußische Kriegsrat Bertram van Hoven war, der das Gut 1776 erhielt. Nach seinem Tod im Jahr 1800 verkauften seine Erben den Hof an Johann Wilhelm Gottfried Waldthausen, der 1803 Eigentümer wurde. Aus dem Hovenschen Nachlass erwarb er weitere Grundstücke hinzu, sodass der Besitz einschließlich Pachtland 68 Morgen groß war. 1867 wurde auf dem Schwanenkamp das sogenannte Waldthausenschlösschen erbaut, das nach 1918 samt seinem Park niedergelegt wurde, da die Deutsche Reichsbahn das Gelände als Abstellbahnhof benötigte. Da heutige Bahnbetriebswerk (Bw Essen Hbf) trägt noch heute den Namen Waldthausen. | Schwanenkampstraße                                   |
| Segerothstraße            | 290 (im Stadtteil)                      | Segeroth-Viertel                                                                 | 6. Juli 1866        | Die einstige städtische Weide Segeroth wurde in der Zeit der Industrialisierung gegen Ende des 19. Jahrhunderts zu einem Essener Stadtteil, der heute zum Stadtteil Nordviertel gehört. In dem Arbeiterviertel gab es vor dem Zweiten Weltkrieg teils gewalttätige Auseinandersetzungen aufgrund sozialer Spannungen. Die Segerothstraße wurde zur Zeit des Nationalsozialismus in Heinrich-Unger-Straße umbenannt, was 1945 wieder zurückgenommen wurde. Die Segerothstraße führt als Fortsetzung der Landesstraße L64 vom Berliner Platz ins Nordviertel. | Segerothstraße                                       |
| Stahlstraße               | 130                                     | erste Stahlfabrik durch Friedrich Krupp                                          | 27. Feb. 1928       | Friedrich Krupp weihte am 18. Oktober 1819 auf dem Gebiet der heutigen Stahlstraße die erste Stahlfabrik im Westen der Stadt Essen ein. Es handelte sich um einen Schmelzbau mit acht Stahlschmelzöfen. Daraus entwickelte sich mit der Krupp-Gussstahlfabrik die sogenannte Krupp-Stadt, die, westlich der ursprünglichen Stadt Essen gelegen, später größer war als diese selbst. Es entstanden die weltweit operierenden Kruppschen Unternehmungen. Am 13. Dezember 1961 wurde die Stahlstraße um das heute noch existierende Stück nördlich der Nordhofstraße verlängert, an der sich infolge ein Rotlichtviertel entwickelte. Zwischen 1871 und 1914 befand sich hier die Arbeiterkolonie Nordhof, die wegen Fabrikerweiterungen abgebrochen wurde. Der ursprüngliche Straßenzug der Stahlstraße verlief südlich der Nordhof- zur Frohnhauser Straße und ist heute mit der Agentur für Arbeit überbaut. Dieser Teil wurde im Ursprung Heilig-Geist-Straße genannt und 1903 in Kurze Straße umgewidmet. | Stahlstraße                                          |
| Thea-Leymann-Straße       | 550                                     | Thea Leymann, Dozentin für Sprecherziehung                                       | 3. Feb. 1998        | Thea Leymann (* 26. Juli 1901 in Bad Bentheim; † 22. Oktober 1987 in Essen) war 1927 eine der ersten Schülerinnen der neugegründeten Folkwangschule für Musik, Tanz und Sprechen und absolvierte die Prüfung im Fach Schauspiel. Sie blieb in Essen und lehrte als Dozentin für Sprecherziehung einige bekannte Schauspieler das richtige Sprechen. Die Thea-Leymann-Straße verläuft hinter der heutigen Folkwang-Musikschule parallel zur Altendorfer Straße. | Thea-Leymann-Straße                                  |
| Turmstraße                | 90 (im Stadtteil)                       | Heckingsturm                                                                     | 21. Juli 1865       | An der Kastanienallee im Stadtkern stand früher im Verlauf der Essener Stadtmauer der Heckingsturm, der 1428 erstmals erwähnt ist. Aufgrund des schlechten Zustands der Essener Straßen schlug Friedrich Krupp 1823 vor, die Stadtmauer niederzulegen und mit dem gewonnenen Material die Straßen zu pflastern. 1824 wurde der Plan vom Stadtrat genehmigt und in den nächsten zwei Jahrzehnten ausgeführt. Einer der letzten übrig gebliebenen Teile der Stadtmauer war der Heckingsturm, der 1865 niedergelegt wurde. An seiner Stelle wurde die Turmstraße gebaut, die nach ihm benannt wurde und von der Kastanienallee als Verlängerung der I. Weberstraße nordwärts ins Westviertel führt. |                                                      |
| ThyssenKrupp Allee        | 1100 (beide Straßenabschnitte zusammen) | Konzernzentrale von thyssenkrupp                                                 | 29. Jan. 2008       | Nach der Konzernzentrale von Deutschlands größtem Stahl- und Technologieunternehmen benannt. Die ThyssenKrupp Allee sind zwei gleichnamige Stichstraßen, die nördlich der Altendorfer Straße abzweigen und östlich und westlich am Thyssenkrupp-Hauptquartier vorbeiführen. | ThyssenKrupp Allee                                   |
| Westendhof                | 600                                     | Arbeiterkolonie Westend, einstiges Westende von Essen                            | 13. Okt. 1953       | Nach der ab 1863 erbauten, ersten Arbeiterkolonie der Firma Krupp benannt. Der Westendhof führt südlich von der Frohnhauser Straße in einem Bogen wieder auf diese zurück. | Westendhof                                           |
| Westendstraße             | 1050 (alle Straßenabschnitte zusammen)  | Arbeiterkolonie Westend, einstiges Westende von Essen                            | 17. Jan. 1868       | Nach der ab 1863 erbauten, ersten Arbeiterkolonie der Firma Krupp benannt. Die Westendstraße verbindet die Altendorfer- mit der Frohnhauser Straße. |                                                      |
| Zimmerstraße              | 100                                     | Zimmermeister als Anlieger                                                       | 17. Jan. 1868       | Zur Zeit der Namensgebung war der Eigentümer einiger Häuser dieser Straße der Zimmermeister Wilhelm Böhm (geboren 1829, gestorben 1895), der hier auch eine Zimmerwerkstatt betrieb. |                                                      |

## Liste ehemaliger Straßennamen
Die Liste nicht mehr vorhandener Straßennamen erhebt keinen Anspruch auf Vollständigkeit.
| Name                  | von               | bis           | umbenannt in (aktuell)                 | Herleitung | Bemerkungen |
| --------------------- | ----------------- | ------------- | -------------------------------------- | --- | --- |
| Am Bahnhof            | 6. Mai 1864       | 17. Jan. 1868 | → Hachestraße                          | Nach dem anliegenden Bahnhof benannt. | 1862 wurde das erste Bahnhofsgebäude des noch Essen BM (Bergisch-Märkische Eisenbahn-Gesellschaft) genannten Bahnhofs westlich des heutigen Hauptbahnhofs eröffnet. Es wurde 1902 mit dem Vorgängergebäude, das im Zweiten Weltkrieg zerstört wurde, durch den Hauptbahnhof an heutiger Stelle ersetzt. |
| Asbeckstraße          | 1902              | um 1938       | aufgehoben und überbaut                | Heinrich Asbeck (1849–1901), Ressortchef bei der Firma Krupp                                                                                                | Die Asbeckstraße lag in der Arbeiterkolonie Kronenberg und verlief in Ost-West-Richtung nach Altendorf. So war sie, wie alle Straßen der Kolonie, bis 1902 nur mit einem Buchstaben bezeichnet und hieß R-Straße. |
| Ascherfeldstraße      | 1902              | um 1938       | aufgehoben und überbaut                | Adalbert Ascherfeld (1811–1881), Vetter von Alfred Krupp, Leiter des kruppschen Schmelzbaus                                                                 | Die Ascherfeldstraße war die südöstlichste Straße der Arbeiterkolonie Kronenberg und verband in Nord-Süd-Richtung die Hagenbeckstraße mit der Kraemerstraße. So war sie, wie alle Straßen der Kolonie, bis 1902 nur mit einem Buchstaben bezeichnet und hieß D-Straße. |
| Bahnhofstraße         | 1864              | 2. Okt. 1927  | → Hindenburgstraße                     | Die Bahnhofstraße führte zum Bahnhof Essen BM. | 1862 wurde das erste Bahnhofsgebäude des noch Essen BM (Bergisch-Märkische Eisenbahn-Gesellschaft) genannten Bahnhofs westlich des heutigen Hauptbahnhofs eröffnet. Es wurde 1902 mit dem Vorgängergebäude, das im Zweiten Weltkrieg zerstört wurde, durch den Hauptbahnhof an heutiger Stelle ersetzt. Die ursprüngliche Ringstraße wurde 1864 in Bahnhofstraße und 1927 in Hindenburgstraße umbenannt. |
| Barkhofstraße         | nach 16. Mai 1920 | 20. Nov. 1937 | → Dickmannstraße                       | | Zwischenzeitlich nannte man die Dickmannstraße 1902 Barkhofstraße und am 20. November 1937 Vesterstraße, bevor sie 1970 wieder Dickmannstraße hieß. |
| Borbecker Straße      | vor 1893          | nach 1910     | aufgehoben und überbaut                | | Die Borbecker Straße verlief vom Limbecker Platz nach Nordwesten über das Werksgelände der Krupp-Gussstahlfabrik, etwa der heutigen Mittelstraße folgend bis zur damaligen Freigattstraße nahe der heutigen Hans-Böckler-Straße. |
| Buddestraße           | vor 13. Mai 1913  | nach 1955     | aufgehoben und überbaut                | Otto Budde, Ingenieur und Direktoriumsmitglied der Friedrich Krupp AG                                                                                       | Die Buddestraße lag in der Arbeiterkolonie Kronenberg und verlief in Ost-West-Richtung nach Altendorf. So war sie, wie alle Straßen der Kolonie, bis 1902 nur mit einem Buchstaben bezeichnet und hieß N-Straße. Ab 1902 bis 1913 war sie Teil der Hagenbeckstraße und erhielt dann den Namen Buddestraße, die weiter nach Altendorf verlief, und dort heute noch unter diesem Namen besteht. |
| D-Straße              | um 1872           | 16. Mai 1902  | aufgehoben und überbaut                | | In der einstigen Arbeiterkolonie Kronenberg trugen alle Straßen bis 1902 Buchstaben, siehe auch Liste in diesem Artikel. Die D-Straße hieß von 1902 bis zu ihrer Aufhebung Ascherfeldstraße. |
| Drogandstraße         | 16. Mai 1902      | um 1938       | aufgehoben und überbaut                | Hugo Drogand (1829–1906), Leitender Beamter bei der Firma Krupp                                                                                             | Die Drogandstraße lag in der ehemaligen Arbeiterkolonie Kronenberg. So war sie, wie alle Straßen der Kolonie, bis 1902 nur mit einem Buchstaben bezeichnet und hieß O-Straße. |
| E-Straße              | um 1872           | 16. Mai 1902  | aufgehoben und überbaut                | | In der einstigen Arbeiterkolonie Kronenberg trugen alle Straßen bis 1902 Buchstaben, siehe auch Liste in diesem Artikel. Die E-Straße hieß von 1902 bis zu ihrer Aufhebung Pieperstraße. |
| Eichhoffstraße        | 1902              | um 1938       | aufgehoben und überbaut                | Ernst Eichhoff (1820–1881), Schwager von Alfred Krupp, Prokurist bei Firma Krupp                                                                            | Die Eichhoffstraße lag mitten in der Arbeiterkolonie Kronenberg und verband in Nord-Süd-Richtung die Altendorfer Straße mit der Kraemerstraße, unterbrochen durch die Parkanlage der Kolonie. So war sie, wie alle Straßen der Kolonie, bis 1902 nur mit einem Buchstaben bezeichnet und hieß H-Straße. |
| Erathstraße           | 1902              | um 1938       | aufgehoben und überbaut                | | Die Erathstraße lag im Norden der Arbeiterkolonie Kronenberg und verlief in Ost-West-Richtung nach Altendorf. So war sie, wie alle Straßen der Kolonie, bis 1902 nur mit einem Buchstaben bezeichnet und hieß W-Straße. |
| F-Straße              | um 1872           | 16. Mai 1902  | aufgehoben und überbaut                | | In der einstigen Arbeiterkolonie Kronenberg trugen alle Straßen bis 1902 Buchstaben, siehe auch Liste in diesem Artikel. Die F-Straße hieß von 1902 bis hieß zu ihrer Aufhebung Loerbrokstraße. |
| Freistattstraße       |                   | nach 1945     | aufgehoben und überbaut                | | Die Freistattstraße lag östlich der heutigen Hans-Böckler-Straße und verlief in einem Bogen etwa von der Pferdebahnstraße zur Mittelstraße. |
| G-Straße              | um 1872           | 16. Mai 1902  | aufgehoben und überbaut                | | In der einstigen Arbeiterkolonie Kronenberg trugen alle Straßen bis 1902 Buchstaben, siehe auch Liste in diesem Artikel. Die G-Straße hieß von 1902 bis hieß zu ihrer Aufhebung Lorsbachstraße. |
| Grabenstraße          | 21. Juli 1865     | 2. Okt. 1927  | → Friedrich-Ebert-Straße               | | |
| H-Straße              | um 1872           | 16. Mai 1902  | aufgehoben und überbaut                | | In der einstigen Arbeiterkolonie Kronenberg trugen alle Straßen bis 1902 Buchstaben, siehe auch Liste in diesem Artikel. Die H-Straße hieß von 1902 bis zu ihrer Aufhebung Eichhoffstraße. |
| Hagenbeckstraße       | 1902              | 13. Mai 1913  | im Westviertel aufgehoben und überbaut | Zeche Hagenbeck | Die Hagenbeckstraße lag in der Arbeiterkolonie Kronenberg und verlief in Ost-West-Richtung nach Altendorf. So war sie, wie alle Straßen der Kolonie, bis 1902 nur mit einem Buchstaben bezeichnet und hieß N-Straße. 1913 wurde der östliche Straßenteil Buddestraße genannt, dessen Altendorfer Verlauf noch heute unter diesem Namen besteht. Die weitere westliche Verlängerung ist seitdem baulich getrennt und besteht in Altendorf noch heute als Hagenbeckstraße.                                                                                  |
| Heilig-Geist-Straße   |                   | 29. Juni 1903 | aufgehoben und überbaut                | | Die Heilig-Geist-Straße wurde 1903 die Kurze Straße, die 1928 Stahlstraße genannt wurde. Diese befand sich südlich der Nordhofstraße bis zur Frohnhauser Straße. 1961 wurde die Stahlstraße nördlich der Nordhofstraße verlängert; nur dieser Teil besteht noch heute. |
| Heinrich-Unger-Straße | 17. Juni 1939     | 15. Mai 1945  | → Segerothstraße                       | Heinrich Unger, NSDAP-Politiker und SA-Führer | Umbenennung in der Zeit des Nationalsozialismus, um die symbolische Form der Machtergreifung voranzutreiben. |
| Hügelstraße           | vor 1893          | nach 1945     | aufgehoben und überbaut                | Straße aus der Fabrik Richtung Hügel (Villa Hügel), dem Wohnsitz der Familie Krupp                                                                          | Die Hügelstraße folgte zwischen Frohnhauser- und Schwanenkamstraße ungefähr dem Verlauf der späteren Hans-Böckler-Straße. An ihr befanden sich die Meisterhäuser der Firma Krupp, die, in den Jahren 1861 und 1862 erbaut, für den Beginn des Kruppschen Wohnungsbaus stehen. |
| Husmannstraße         | 26. Mai 1902      | 20. Nov. 1937 | → Husmannshofstraße                    | Husmann, Name der ehemaligen Aufsitzer des Husmannshofs | |
| J-Straße              | um 1872           | 16. Mai 1902  | aufgehoben und überbaut                | | In der einstigen Arbeiterkolonie Kronenberg trugen alle Straßen bis 1902 Buchstaben, siehe auch Liste in diesem Artikel. Die J-Straße hieß von 1902 bis hieß zu ihrer Aufhebung Uhlenhautstraße. |
| K-Straße              | um 1872           | 16. Mai 1902  | → Haedenkampstraße                     | | In der einstigen Arbeiterkolonie Kronenberg trugen alle Straßen bis 1902 Buchstaben, siehe auch Liste in diesem Artikel. Die K-Straße hieß zwischen 1902 und ihrer Umbenennung in Haedenkampstraße Margaretenstraße. |
| Kleine Kopstadtstraße | vor 1893          | vor 1927      | aufgehoben und überbaut                | Kaufmannsfamilie Kopstadt, die zwischen 1734 und 1833 die drei Essener Bürgermeister stellte.                                                               | Die Kleine Kopstadtstraße wurde vor 1927 zur Kopstadtstraße und zweigte als Stichstraße östlich von der Segerothstraße auf das Gebiet des heutigen Universitätsviertels ab. |
| Kniestraße            | vor 1875          | nach 1945     | aufgehoben und überbaut                | | Die Kniestraße verband die Schwanenkamp- mit der Frohnhauser Straße. |
| Kopstadtstraße        | vor 1893          | nach 1945     | aufgehoben und überbaut                | Kaufmannsfamilie Kopstadt, die zwischen 1734 und 1833 die drei Essener Bürgermeister stellte.                                                               | Die ursprüngliche Kopstadtstraße, die vor 1927 zur Piekenbrockstraße wurde, führte von der Segerothstraße nach Osten auf das Gebiet des heutigen Universitätsviertels zur heutigen Friedrich-Ebert-Straße. Nach der Umbenennung in Piekenbrockstraße wurde die nördlich parallel verlaufende Stichstraße von der Segerothstraße, die einstige Kleine Kopstadtstraße, zur Kopstadtstraße. |
| Kraemerstraße         | 16. Mai 1902      | 9. Juli 1915  | → Haedenkampstraße                     | Gustav Kraemer, Architekt im kruppschen Baubüro | Die Kraemerstraße war die südlichste Straße in der Arbeiterkolonie Kronenberg und verlief in Ost-West-Richtung von der Frohnhauser Straße nach Altendorf. So war sie, wie alle Straßen der Kolonie, bis 1902 nur mit einem Buchstaben bezeichnet und hieß U-Straße. Die Kraemer- und die Margaretenstraße wurden zusammen 1915 zur Haedenkampstraße. |
| Kronenberger Platz    | um 1872           | um 1938       | aufgehoben und überbaut                | Dieses einst freie Feld gehörte dem Wirt Krone. | Die Kronenberger Platz war zentraler Platz der Arbeiterkolonie Kronenberg und diente als Marktplatz dem Wochenmarkt. |
| Kurze Straße          | 29. Juni 1903     | 27. Feb. 1928 | aufgehoben und überbaut                | | Die Kurze Straße verband die Nordhofstraße mit der Altendorfer Straße und wurde 1928 Stahlstraße genannt. Heute besteht dieser Straßenzug nicht mehr. Stahlstraße heißt heute nur der Teil nördlich der Nordhofstraße. |
| Lazarettgarten        | 14. Dez. 1948     | 23. Jan. 1957 | → Lichtstraße                          | | Der Name bezog sich auf den Garten des nahegelegenen Kruppschen Lazarretts an der Lazarettstraße, das im Zweiten Weltkrieg zerstört worden war. |
| Limbecker Chaussee    | 1883              | 4. Dez. 1901  | → Altendorfer Straße                   | Die Straße führte direkt auf das Limbecker Tor der Essener Stadtmauer zu.                                                                                   | Die Limbecker Chaussee wurde aus Anlass der Eingemeindung Altendorfs zur Stadt Essen am 1. August 1901 und in Erinnerung an die damit aufgelöste Bürgermeisterei Altendorf zur Altendorfer Straße umbenannt. |
| Lindnerstraße         | 16. Mai 1902      | um 1938       | aufgehoben und überbaut                | Karl Lindner (1833–1895), Ressortchef bei der Firma Krupp                                                                                                   | In der einstigen Arbeiterkolonie Kronenberg trugen alle Straßen bis 1902 Buchstaben, siehe auch Liste in diesem Artikel. So war die Lindnerstraße zuvor die T-Straße. |
| Loerbrokstraße        | 1902              | um 1938       | aufgehoben und überbaut                | Friedrich Wilhelm Loerbrok (1820–1909), Jurist, Stadtverordneter, Prokurist der Firma Krupp                                                                 | Die Loerbrokstraße war die zweit-östlichste Straße der Arbeiterkolonie Kronenberg und verband in Nord-Süd-Richtung die Altendorfer Straße mit der Kraemerstraße. So war sie, wie alle Straßen der Kolonie, bis 1902 nur mit einem Buchstaben bezeichnet und hieß F-Straße. |
| Lorsbachstraße        | 1902              | um 1938       | aufgehoben und überbaut                | Heinrich Wilhelm Lorsbach (1820–1886), Direktor der kruppschen Bergverwaltung                                                                               | Die Lorsbachstraße lag in der ehemaligen Arbeiterkolonie Kronenberg. So war sie, wie alle Straßen der Kolonie, bis 1902 nur mit einem Buchstaben bezeichnet und hieß G-Straße. |
| Märkische Straße      | 17. Jan. 1868     | 5. Juni 1934  | → Hachestraße                          | Grafschaft Mark | |
| Margaretenstraße      | 16. Mai 1902      | 9. Juli 1915  | → Haedenkampstraße                     | Margarethe Krupp, Ehefrau des Unternehmers Friedrich Alfred Krupp, treuhänderische Konzernleiterin, Stiftungsgründerin, erste Ehrenbürgerin der Stadt Essen | Die Margaretenstraße war eine Straße in der Arbeiterkolonie Kronenberg und verband in Nord-Süd-Richtung die Altendorfer Straße mit der Kraemerstraße. So war sie, wie alle Straßen der Kolonie, bis 1902 nur mit einem Buchstaben bezeichnet und hieß K-Straße. Der in Teilen Margareten- und Kraemerstraße genannte Straßenzug wurde 1915 zur Haedenkampstraße. |
| N-Straße              | um 1872           | 16. Mai 1902  | aufgehoben und überbaut                | | In der einstigen Arbeiterkolonie Kronenberg trugen alle Straßen bis 1902 Buchstaben, siehe auch Liste in diesem Artikel. Die N-Straße hieß von 1902 bis 1913 hieß sie Hagenbeckstraße, danach bis zu ihrer Aufhebung im Westviertel Buddestraße. |
| O-Straße              | um 1872           | 16. Mai 1902  | aufgehoben und überbaut                | | In der einstigen Arbeiterkolonie Kronenberg trugen alle Straßen bis 1902 Buchstaben, siehe auch Liste in diesem Artikel. Die O-Straße hieß von 1902 bis zu ihrer Aufhebung Drogandstraße. |
| P-Straße              | um 1872           | 16. Mai 1902  | aufgehoben und überbaut                | | In der einstigen Arbeiterkolonie Kronenberg trugen alle Straßen bis 1902 Buchstaben, siehe auch Liste in diesem Artikel. Die P-Straße hieß von 1902 bis zu ihrer Aufhebung Petzstraße. |
| Petzstraße            | 16. Mai 1902      | um 1938       | aufgehoben und überbaut                | | Die Petzstraße lag in der ehemaligen Arbeiterkolonie Kronenberg. So war sie, wie alle Straßen der Kolonie, bis 1902 nur mit einem Buchstaben bezeichnet und hieß P-Straße. |
| Piekenbrockstraße     | vor 1927          | nach 1955     | aufgehoben und überbaut                | | Die Piekenbrockstraße, vormals Kopstadtstraße, führte von der Segerothstraße nach Osten auf das Gebiet des heutigen Universitätsviertels zur Friedrich-Ebert-Straße. |
| Pieperstraße          | 1902              | um 1938       | aufgehoben und überbaut                | Albert Pieper (1838–1870), Prokurist der Firma Krupp | Die Pieperstraße war die östlichste Straße der Arbeiterkolonie Kronenberg und verband in Nord-Süd-Richtung die Altendorfer Straße mit der Kraemerstraße. So war sie, wie alle Straßen der Kolonie, bis 1902 nur mit einem Buchstaben bezeichnet und hieß E-Straße. 1938 erhielt eine Straße in Frohnhausen den Namen Pieperstraße. |
| R-Straße              | um 1872           | 16. Mai 1902  | aufgehoben und überbaut                | | In der einstigen Arbeiterkolonie Kronenberg trugen alle Straßen bis 1902 Buchstaben, siehe auch Liste in diesem Artikel. So hieß die R-Straße von 1902 bis zu ihrer Aufhebung in Asbeckstraße umbenannt worden. |
| S-Straße              | um 1872           | 16. Mai 1902  | aufgehoben und überbaut                | | In der einstigen Arbeiterkolonie Kronenberg trugen alle Straßen bis 1902 Buchstaben, siehe auch Liste in diesem Artikel. So hieß die S-Straße von 1902 bis zu ihrer Aufhebung in Schwaigerstraße umbenannt worden. |
| Sälzerstraße          | 17. Jan. 1868     | nach 1955     | im Westviertel aufgehoben und überbaut | Zeche Vereinigte Sälzer & Neuack | Die Sälzerstraße führte östlich der Haedenkampstraße als Fortsetzung der heutigen Sälzerstraße in Altendorf durch die Arbeiterkolonie Kronenberg weiter auf das Werksgelände der Krupp-Gussstahlfabrik zur Zeche Vereinigte Sälzer & Neuack. Dieser im Westviertel verlaufende Straßenteil wurde nach Fabrikerweiterungen und Kriegszerstörungen nicht wieder hergestellt. Der einst durch die Arbeiterkolonie Kronenberg verlaufende Straßenabschnitt war, wie alle Straßen der Kolonie, bis 1902 nur mit einem Buchstaben bezeichnet und hieß V-Straße. |
| Schemannstraße        | nach 1894         | nach 1910     | aufgehoben und überbaut                | | Die Schemannstraße zweigte als Stichstraße nördlich von der Dickmannstraße ab und ist mit einer Werkshalle der Firma Krupp, dem späteren Real-Markt, überbaut worden. |
| Schillerstraße        | 17. Jan. 1868     | 7. Apr. 1978  | → Bert-Brecht-Straße                   | | |
| Schlageterstraße      | 8. Mai 1933       | 15. Mai 1945  | → Friedrich-Ebert-Straße               | Friedrich Schlageter, SA-Führer | Umbenennung in der Zeit des Nationalsozialismus, um die symbolische Form der Machtergreifung voranzutreiben. |
| Schleifmühlenweg      | vor 1893          | nach 1907     | aufgehoben und überbaut                | | Der Schleifmühlenweg verlief in Nord-Süd-Richtung zwischen Pferdebahn- und Altendorfer Straße, etwas östlich des heutigen Berthold-Beitz-Boulevards durch das Gebiet der Krupp-Gussstahlfabrik. |
| Schlosserstraße       | vor 1875          | nach 1990     | → Mittelstraße                         | Schlosser, Berufsbezeichnung | Der Straßenzug ist seit Errichtung des Möbelhauses der heute nördliche in Ost-West-Richtung verlaufende Teil der Mittelstraße. |
| Schulstraße           | 6. Juli 1866      | 9. Juli 1915  | → Nordhofstraße                        | Schule, später Industrieschule | Die Industrieschule gehörte zu den Einrichtung der Arbeiterkolonie Nordhof. Sie war ausschließlich schulpflichtigen Mädchen der Mitarbeiter der Krupp-Gussstahlfabrik vorbehalten. 1890 besuchten im Nordhof durchschnittlich 785 Schülerinnen diese Schule, die in Handarbeiten unterrichtet wurden. |
| Schwaigerstraße       | 16. Mai 1902      | um 1938       | aufgehoben und überbaut                | Edward Schwaiger (1842–1896), Kruppscher Betriebsführer | In der einstigen Arbeiterkolonie Kronenberg trugen alle Straßen bis 1902 Buchstaben, siehe auch Liste in diesem Artikel. So war die Schwaigerstraße zuvor die S-Straße. 1938 erhielt eine Straße in Frohnhausen den Namen Schwaigerstraße. |
| T-Straße              | um 1872           | 16. Mai 1902  | aufgehoben und überbaut                | | In der einstigen Arbeiterkolonie Kronenberg trugen alle Straßen bis 1902 Buchstaben, siehe auch Liste in diesem Artikel. So hieß die T-Straße von 1902 bis zu ihrer Aufhebung in Lindnerstraße umbenannt worden. |
| Thomaestraße          | 8. Mai 1933       | 15. Mai 1945  | → Altendorfer Straße                   | Gottfried Thomae, getöteter Nationalsozialist | Die Altendorfer Straße wurde zur Zeit des Nationalsozialismus nach Gottfried Thomae benannt, einem 1928 durch Zusammenstöße mit Kommunisten getöteten Nationalsozialisten. |
| U-Straße              | um 1872           | 16. Mai 1902  | → Haedenkampstraße                     | | In der einstigen Arbeiterkolonie Kronenberg trugen alle Straßen bis 1902 Buchstaben, siehe auch Liste in diesem Artikel. Die U-Straße hieß zwischen 1902 und ihrer Umbenennung in Haedenkampstraße Kraemerstraße. |
| Uhlenhautstraße       | 1902              | um 1938       | aufgehoben und überbaut                | Brüder Carl und Max Uhlenhaut: Carl (1837–1892) war Ressortchef und Max (1843–1905) war stellvertretender Direktor der Firma Krupp                          | Die Uhlenhautstraße lag mitten in der Arbeiterkolonie Kronenberg und verband in Nord-Süd-Richtung die Altendorfer Straße mit der Kraemerstraße. So war sie, wie alle Straßen der Kolonie, bis 1902 nur mit einem Buchstaben bezeichnet und hieß J-Straße. Seit 1938 gibt es im Stadtteil Frohnhausen eine neue Uhlenhautstraße. |
| V-Straße              | um 1872           | 16. Mai 1902  | aufgehoben und überbaut                | | In der einstigen Arbeiterkolonie Kronenberg trugen alle Straßen bis 1902 Buchstaben, siehe auch Liste in diesem Artikel. Die V-Straße hieß von 1902 bis hieß zu ihrer Aufhebung im Westviertel Sälzerstraße. |
| Vesterstraße          | 20. Nov. 1937     | 16. Dez. 1970 | → Dickmannstraße                       | | Zwischenzeitlich nannte man die Dickmannstraße 1902 Barkhofstraße und am 20. November 1937 Vesterstraße, bevor sie 1970 wieder Dickmannstraße hieß. |
| W-Straße              | um 1872           | 16. Mai 1902  | aufgehoben und überbaut                | | In der einstigen Arbeiterkolonie Kronenberg trugen alle Straßen bis 1902 Buchstaben, siehe auch Liste in diesem Artikel. Die W-Straße hieß von 1902 bis hieß zu ihrer Aufhebung Erathstraße. |
| Waldthausenbrücke     | 17. Feb. 1965     | 17. Aug. 1994 | → Alfred-Herrhausen-Brücke             | Unternehmer- und Patrizierfamilie Waldthausen | |
| Wiesmannstraße        | nach 1894         | nach 1910     | aufgehoben und überbaut                | | Die Wiesmannstraße zweigte als Stichstraße nördlich von der Dickmannstraße ab und ist mit einer Werkshalle der Firma Krupp, dem späteren Real-Markt, überbaut worden. |
| Zechenstraße          | vor 1875          | nach 1910     | aufgehoben und überbaut                | Zeche, Bezeichnung für ein Bergwerk | Die Zechenstraße zweigte westlich der Hoffnungsstraße ab und endete im Bereich des Kruppschen Lazaretts. |